# واله‌پیترا

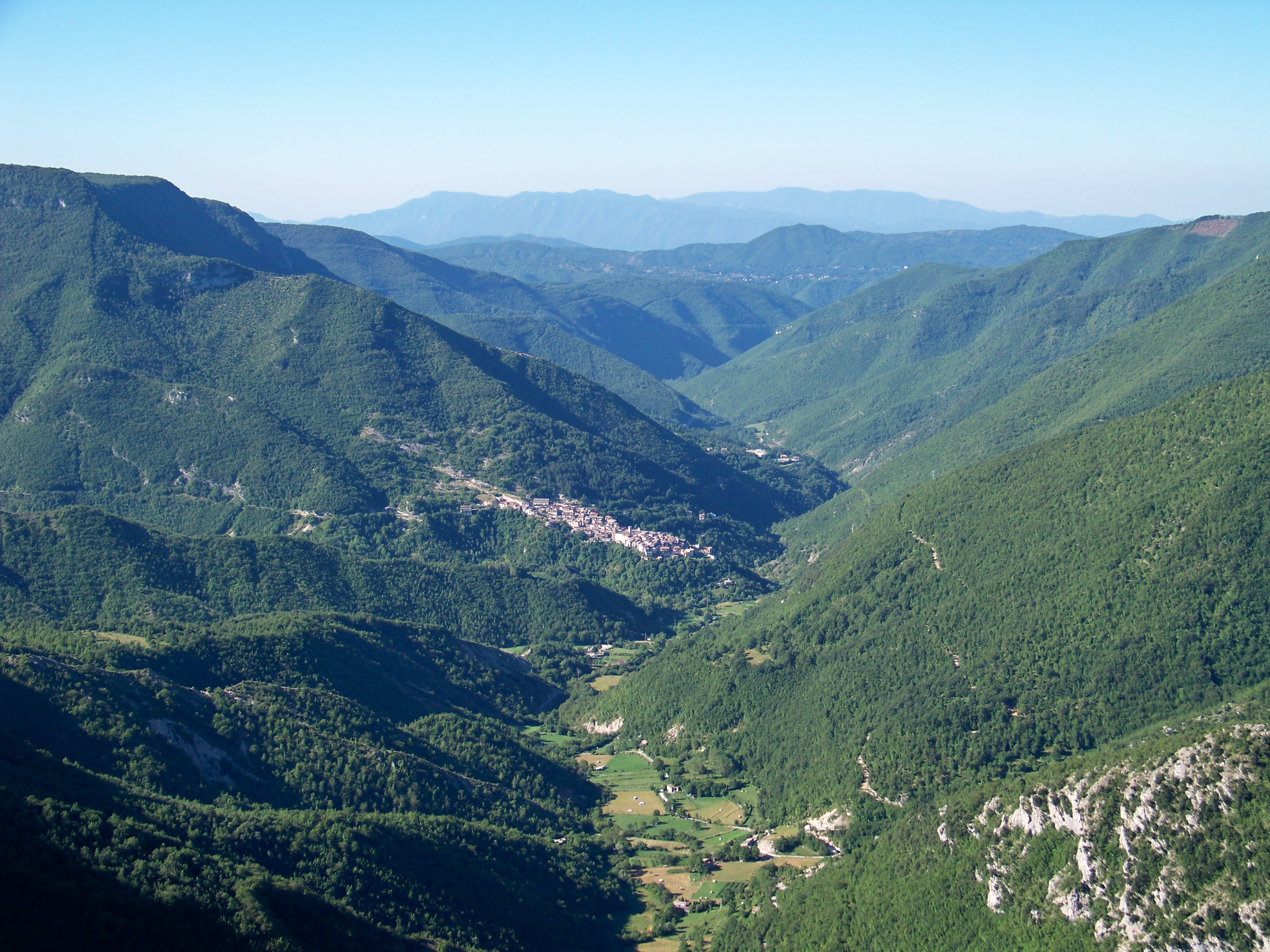
نمایی زیبا ازواله پیترا

واله‌پیترا (به ایتالیایی: Vallepietra) یک کومونه در ایتالیا است که در استان رم واقع شده‌است. واله‌پیترا ۵۱٫۵ کیلومتر مربع مساحت و ۳۱۸ نفر جمعیت دارد و ۸۲۵ متر بالاتر از سطح دریا واقع شده‌است.